# Cucullaea
Genre
Synonymes
- Cuculina Rafinesque, 1815
- Cucullaea (Cucullastis) Finlay & Marwick, 1937 †
- Cucullaea (Cucullona) Finlay & Marwick, 1937 †
- Cucullaea (Latiarca) Conrad, 1862
- Cucullana Lichtenstein, 1818

Cucullaea est un genre de mollusques bivalves de la famille des Cucullaeidae.

## Liste des espèces
Selon World Register of Marine Species (17 octobre 2019) :
- Cucullaea attenuata Hutton, 1873 †
- Cucullaea australis (Hutton, 1885) †
- Cucullaea barbara Finlay & Marwick, 1937 †
- Cucullaea granulosa Jonas, 1846
- Cucullaea hamptoni Marwick, 1965 †
- Cucullaea inarata Finlay & Marwick, 1937 †
- Cucullaea labiata (Lightfoot, 1786)
- Cucullaea petita Iredale, 1939
- Cucullaea ponderosa Hutton, 1873 †
- Cucullaea singularis Zittel, 1865 †
- Cucullaea vaga Iredale, 1930
- Cucullaea waihaoensis R. S. Allan, 1926 †
- Cucullaea worthingtoni Hutton, 1873 †

Autres noms
- Cucullaea elegans (Fischer) Roemer, 1836 †